# B–1 Lancer
A B–1 Lancer stratégiai nehézbombázó repülőgép, melyet a hetvenes években fejlesztettek az Amerikai Egyesült Államokban a B–52 Stratofortress nehézbombázók leváltására.
Bár e tekintetben nem váltotta be a hozzá fűzött reményeket, 1981-ben a Reagan-kormányzat az általános fegyverkezési programja részeként újraindította a B–1 programot, kissé módosított formában, ez lett a B–1B, amelyből összesen 100 darabot gyártottak 1986–1992 között. Később a flotta létszámát, részben a magas fenntartási költségek miatt, 60 darabra csökkentették, a kivont gépek alkatrészeit felhasználják a működő gépeken. A repülőgépre a pilóták a Lancer megnevezés helyett a Bone (csont) szót használják, ez valószínűleg a B–ONE (B–1) szókapcsolatból ered. A B–1 program hatására, annak ellensúlyozására kezdték el fejleszteni a szovjet Tu–160 nehézbombázót.
A 2021-ben még hadrendben maradt 62 darab B–1B-ből 17 darabot kivontak az év őszére. A 17 darabból négyet további teszteknek vetik alá (a megmaradó flotta modernizálási terveihez építik át őket). A maradék tizenhárom minimális – úgynevezett „Type 4000” – tárolási kondícióban véglegesen kivonásra, később hulladék-újrahasznosításra kerül az AMARG-ban. A megmaradó 45 darabot a váltótípus, a B–21 Raider hadrendbe állásával folyamatosan leállítják.